# Bank of China Tower

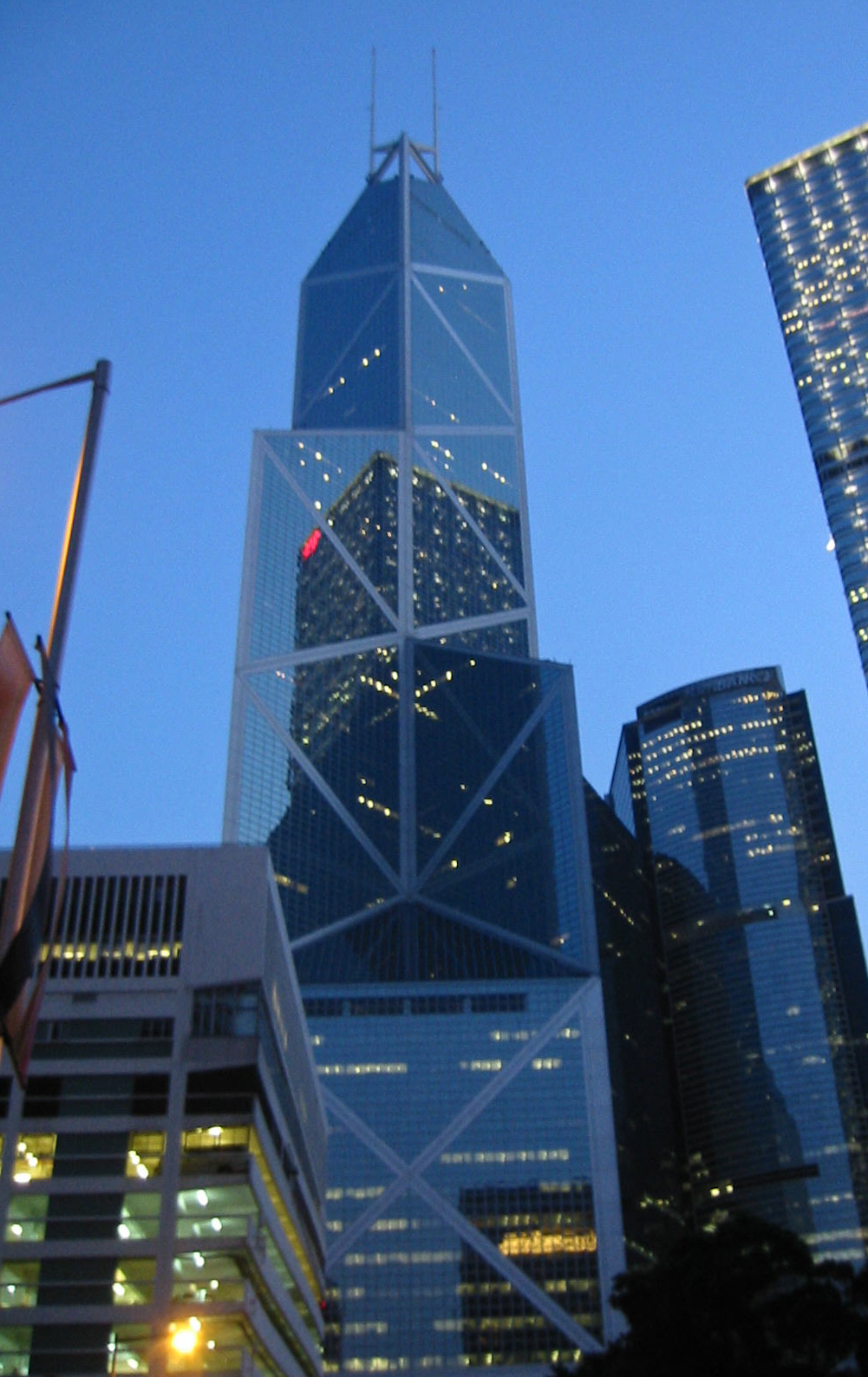
Bank of China

Bank of China Tower este cel mai renumit zgârie-nori din Hong Kong.
Creată de către arhitectul I. M. Pei, clădirea are 315 m înălțime, iar împreună cu cele două antene ajunge la înălțimea de 369 m. Clădirea construită între 1985 și 1990, a fost inaugurată la 17 mai 1990. 
A fost cea mai înaltă clădire din Hong Kong și Asia între anii 1989 - 1992 și prima clădire din afara SUA care a depășit pragul de 305 m înălțime, adică 1.000 de picioare înălțime. 
1. ↑  archINFORM, accesat în 31 iulie 2018
2. ↑  archINFORM, accesat în 30 iulie 2018